# Poa wardiana
Poa wardiana är en gräsart som beskrevs av Norman Loftus Bor. Poa wardiana ingår i släktet gröen, och familjen gräs. Inga underarter finns listade i Catalogue of Life.